# Ferral
Ferral is een plaats (freguesia) in de Portugese gemeente Montalegre en telt 547 inwoners (2001).